# Cheyenne – This Must Be the Place
Cheyenne – This Must Be the Place ist ein Spielfilm von Paolo Sorrentino, der 2010 in den Vereinigten Staaten, Irland und Italien gedreht wurde. Die internationale Koproduktion feierte 2011 im Wettbewerb der 64. Internationalen Filmfestspiele von Cannes Premiere und kam am 10. November 2011 in die deutschen Kinos.
Zur Besetzung gehören neben dem Hauptdarsteller Sean Penn auch Frances McDormand, die seine Ehefrau spielt, sowie Harry Dean Stanton und Heinz Lieven.

## Handlung
Früher feierte der Rockstar Cheyenne mit seiner Band "Cheyenne and the Fellows" große Erfolge. Als sich zwei Jugendliche, inspiriert durch seine Musik, das Leben nahmen, gab er die Band und die Musik auf. Bis heute plagen ihn Schuldgefühle. Zwanzig Jahre nach dem abrupten Ende seiner Karriere fristet er ein eintöniges, isoliertes Dasein in seiner Villa in Dublin. Abwechslung bieten allein seine sich liebevoll kümmernde Ehefrau Jane, sein sexbesessener Freund Jeffrey und das traurige Goth-Mädchen Mary, dessen Mutter auf die Rückkehr ihres Sohnes wartet. Geplagt von Langeweile spekuliert Cheyenne an der Börse. Nebenbei versucht er, Mary mit dem schüchternen Desmond zusammenzubringen.
Als ihn die Nachricht erreicht, dass sein Vater im Sterben liegt, macht er sich wegen seiner Flugangst per Schiff nach New York auf. Cheyenne hatte dreißig Jahre lang keinen Kontakt zu seinem Vater und kommt zu spät, um sich mit ihm zu versöhnen. Durch dessen Aufzeichnungen findet er heraus, dass sein Vater sein Leben der Suche nach Alois Lange gewidmet hat, einem ehemaligen SS-Aufseher, der ihn einst als jüdischen Häftling im KZ Auschwitz gequält hat. Da ihm der bekannte jüdische Nazijäger Mordecai Midler nur wenig entgegenkommt, macht sich Cheyenne selbst daran, den Weg seines Vaters fortzusetzen und Lange zu finden.
Eine Spur führt ihn nach Bad Axe (Michigan) zu Langes Ehefrau, als deren ehemaliger Schüler sich Cheyenne ausgibt. Zwar behauptet sie, dass ihr Mann bereits verstorben sei, doch Cheyenne findet Hinweise auf eine Enkelin, Rachel. Er macht sich auf nach Alamogordo, New Mexico, wo Rachel mit ihrem Sohn Tommy zusammenlebt. Sie vertraut sich Cheyenne an und verrät, dass sich ihr Großvater in Huntsville (Utah) befindet. Nachdem Cheyenne sich eine Waffe gekauft hat, findet er heraus, dass Lange dort unter dem Namen Peter Smith lebt. Er sucht sein Anwesen auf, findet es aber leer vor. In der Bleibe stößt er auf Midler, der Langes Aufenthaltsort herausgefunden hat und auch bereit ist, Cheyenne zu helfen.
Als Cheyenne Lange zur Rede stellt, entschließt er sich dazu, ihn nicht umzubringen. Stattdessen demütigt er ihn, indem er ihn zwingt, nackt durch die schneebedeckte Landschaft zu gehen. Er fühlt sich nun endlich erwachsen, überwindet seine Flugangst und fliegt zurück nach Irland. Als Marys Mutter aus dem Fenster schaut, erblickt sie einen Mann mit kurzen Haaren. Hoffnung keimt auf, aber an seinem Gang erkennt man Cheyenne, der seinen schwarzen Goth-Look abgelegt hat. Er bleibt vor dem Gartenzaun stehen und lächelt sie an. Sie lächelt zurück.

## Kritik
„Das fantasievolle Porträt einer schillernden "Kunstfigur", in deren Identitätssuche sich poetisch und mit skurrilem Humor Befindlichkeiten einer bestimmten Musik- und Popkultur manifestieren. Die Thematisierung der NS-Vergangenheit bleibt ein eher fragwürdiger Vorwand für die Entfaltung einer Reise, die den kauzigen Helden zu einer Art von Selbstfindung führt.“

„‚Cheyenne‘ ist eine Paraderolle für Sean Penn, in der er eigentlich alles zeigt, was er kann, sein komisches Potential, die Fähigkeit, einen zu Tränen zu rühren und mit einem einzigen Lächeln die Sonne aufgehen zu lassen – es gibt eigentlich nur einen einzigen Grund, als Zuschauer diesen Auftritt als Cheyenne nicht zu genießen: wenn man gegen Sean Penn schon von Haus aus etwas hat. Ein Film voller wundervoller Rätsel und entrückter Bilder […] Ein Film, der seltsame Augenblicke, bizarre Szenerien und merkwürdige Begegnungen sammelt wie manche Leute Hummelpuppen.“

„Zunächst ist es ein Schock, Sean Penn, Inbegriff des kernigen Mannsbildes nach Bruce-Springsteen-Zuschnitt, in seinem Kostüm zu sehen, als 50-jähriger Mann, der immer noch aussieht, wie es Robert Smith von The Cure in den Achtzigerjahren tat: ein Goth mit toupiertem, schwarzem Haar und kieksender Fistelstimme. Man fragt sich, ob das funktionieren kann. Kann es: Mehr und mehr erweist sich diese aus der Zeit gefallene Vogelscheuche als idealer Führer in die ungewöhnliche, überbunte Filmwelt Sorrentinos, in der alles ganz anders ist, als man es gemeinhin erwarten würde – außer dass das Ergebnis so emotional und nachhaltig ist, wie man es sich von blitzsauberem Erzählkino erhoffen darf.“

## Auszeichnungen
- 2011 Preis der Ökumenischen Jury bei den Internationalen Filmfestspielen von Cannes
- 2012 David di Donatello u. a. in den Kategorien Bestes Drehbuch, Beste Kamera und Beste Musik
- 2012 Nastro d’Argento für die beste Regie, die beste Kamera und das beste Produktionsdesign